# 英語で経済・政治・社会を討論する技術と表現
『英語で経済・政治・社会を討論する技術と表現』（えいごでけいざい・せいじ・しゃかいをとうろんするぎじゅつとひょうげん、英: Advanced Training in Critical Thinking and Argumentation in English、副題: 「科学技術」「環境問題」「医療問題」などさまざまな分野を英語で発信する）は、2013年にベレ出版より出版されている討論法などについて述べた植田一三と上田敏子によるCD付きの書籍である。

## 概要
同書は、『英語で意見を論理的に述べる技術とトレーニング』の続編に当たる2013年に出版された書籍で、「経済」「科学技術」「政治・国際関係」「環境」「教育」「医療」「結婚・家庭」「メディア」「レジャー」の9つのジャンルに関する社会問題や、それについての意見や考えを述べるときに必要な語彙・重要例文集・表現集・サポート・反論の捌き方・リサーチの仕方・エッセイライティングなどを始めとした要素を取り扱っている。
また、静岡大学附属図書館は本書を「教職員におすすめの電子ブック」として紹介している。
同書は、各章に「○○問題の最重要トピックはこれだ！」という英検1級・準1級・TOEFL iBT・IELTSを始めとした資格試験で頻出の論題やそのランキングを紹介しており、分野別にそれらをよく討論されるトピックの図として表している他、英語の重要例文を取り入れた「○○問題を英語で討論するためのアーギュメント& 表現力UP」、効果的な反論の捌き方を提示しつつ、incisive argument（斬れる論点）の作り方を提示した「強いアーギュメントをするためのロジカル・シンキング力UP！」、最新情報のリサーチをするのに使える「○○問題を討論するための最重要サイトTOP10」、論題ごとの争点を考えるため「社会問題を何でも英語で討論するための分野別最重要英字記事」、「因果関係」の表し方を始めとした13の技術を取り入れた「社会問題を英語で討論するためのテクニック」などを始めとした複数の要素を盛り込んでいる。
また、2年かけて書かれた同書では、第1章を後藤堯啓が、第2章を小島優香が、第3章を長谷川幸男が、第6章を米岡エリが、第8章を川守田弥生が、第9章を八田直美が、校正を田中秀樹が担当している。